# راه‌آهن کوهستانی نیلگیری
راه‌آهن کوهستانی نیلگیری در تامیل نادو هند قرار دارد که در در سال ۱۹۰۸ توسط بریتانیا ساخته شده است.